# 日本学術会議会員
日本学術会議会員（にほんがくじゅつかいぎかいいん）は日本学術会議の構成員である。日本学術会議法第7条によると、日本学術会議会員の定員は210名、年齢が70歳に達した時に退職する。会員の任期は6年であり、3年ごとにその半数を変える。会員は通常再任できないが、補欠が生じた場合、補欠会員の任期は前任者の残任期間とするため、一回に限り再任できる。また、会員は国会議員を兼任することもできる。

## 第26期現在の会員
五十音順。この節の出典
- 秋下雅弘
- 浅川智恵子
- 阿部彩
- 荒井秀典
- 有田伸
- 有村博紀
- 五十嵐和彦
- 池邊このみ
- 石原一彰
- 磯博康
- 磯部祥子
- 依田高典
- 市川温子
- 伊藤公平
- 伊藤泰信
- 伊藤由佳理
- 岩井紀子
- 岩崎博史
- 植木朝子
- 臼井恵美子
- 内田誠一
- 宇山智彦
- 大垣昌夫
- 大久保規子
- 大越和加
- 大塚直
- 大場みち子
- 大橋弘美
- 大橋幸泰
- 岡田眞里子
- 岡村康司
- 岡本裕巳
- 沖大幹
- 奥田真弘
- 小口高
- 奥野恭史
- 奥村幸子
- 尾崎紀夫
- 尾﨑由紀子
- 小田中直樹
- 越智敏裕
- 小畑郁
- 勝野正章
- 加藤和人
- 加藤一実
- 金井好克
- 狩野光伸
- 上東貴志
- 川嶋四郎
- 河原純一郎
- 神田玲子
- 岸本康夫
- 北川尚美
- 北川雄光
- 北島薫
- 木村直子
- 木村通男
- 熊谷晋一郎
- 倉本圭
- 黒橋禎夫
- 河野哲也
- 越塚誠一
- 腰原伸也
- 小薗英雄
- 後藤英司
- 五斗進
- 後藤由季子
- 小長谷有紀
- 小林武彦
- 三枝信子
- 齋藤政彦
- 坂田省吾
- 櫻井博儀
- 佐古和恵
- 笹木圭子
- 佐々木園
- 佐々木裕之
- 佐々木葉
- 佐田豊
- 佐竹健治
- 定延利之
- 澤芳樹
- 澤田康幸
- 三瓶政一
- 斯波真理子
- 島岡まな
- 嶋田洋徳
- 島村健
- 下條真司
- 下田吉之
- 白波瀬佐和子
- 城山英明
- 菅裕明
- 杉本慶子
- 杉山久仁子
- 杉山淳司
- 杉山直
- 鈴木朋子
- 鈴木基史
- 須藤雅子
- 関谷毅
- 田浦健次朗
- 髙木周
- 高田広章
- 高田保之
- 髙橋尚人
- 髙橋裕子
- 髙橋良輔
- 髙柳大
- 髙山弘太郎
- 竹内徹
- 竹沢泰子
- 竹中麻子
- 竹山春子
- 多々納裕一
- 只野雅人
- 田中雅明
- 田中真美
- 谷口尚子
- 玉腰暁子
- 玉田薫
- 田村圭子
- 常行真司
- 寺﨑浩子
- 土井元章
- 戸谷圭子
- 永井由佳里
- 中川聡子
- 中澤高志
- 中嶋康博
- 中野貴由
- 中村卓司
- 中村征樹
- 中村雅也
- 中室牧子
- 西弘嗣
- 西岡加名恵
- 西川正純
- 西谷陽子
- 西原寬
- 西村ユミ
- 西山慶彦
- 野口晃弘
- 野口晴子
- 野田岳志
- 野出孝一
- 芳賀満
- 塙隆夫
- 早川誠
- 原拓志
- 原田範行
- 樋田京子
- 日比谷潤子
- 平田オリザ
- 広井良典
- 深田吉孝
- 福島孝典
- 藤井知行
- 藤原康弘
- 古屋敷智之
- 堀正敏
- 堀利栄
- 松本健郎
- 松本直子
- 馬奈木俊介
- 眞鍋史乃
- 丸谷浩介
- 三浦佳子
- 三尾裕子
- 三谷絹子
- 光石衛
- 三成賢次
- 南野佳代
- 美馬のゆり
- 宮崎恵子
- 明和政子
- 村上伸也
- 村山美穂
- 望月拓郎
- 森和俊
- 森初果
- 森口千晶
- 森口祐一
- 森田一樹
- 森山啓司
- 森山美知子
- 安友康二
- 矢野桂司
- 薮田ひかる
- 山口香
- 山崎真巳
- 山田康広
- 山田八千子
- 山本晴子
- 柚﨑通介
- 吉岡洋
- 吉澤誠一郎
- 吉田文
- 吉水千鶴子
- 米田美佐子
- 和氣純子
- 渡辺京子
- 渡辺雅彦